# Дзаравинас
Дзаравинас (греч. Λίμνη Ζαραβίνα) — маленькое пресноводное озеро в Греции. Расположено в северной части периферийной единицы Янина в периферии Эпир, близ границы с Албанией. Вместе с рекой Гормос (Γορμός) входит в природоохранную сеть «Натура 2000».
Северо-восточнее расположено село Заравина, в 1928—2020 гг. называвшееся Лимни (от λίμνη — «озеро»).